# سد وادي النابع
سد وادي النابع؛ هو أحد السدود الواقعة في محافظة الوجه بمنطقة تبوك شمال المملكة العربية السعودية.

## نبذة
يعتبر سد وادي النابع من السدود الترابية المغلقة بالخرسانة حيث يبلغ طوله 130 مترًا و ارتفاع ثمانية أمتار وسعة تخزينية تصل إلى 692 متر مكعب.

## أهداف إنشاء السد
تم إنشاء السد بهدف تخفيف حدة الفيضانات وحفظ الأرواح والممتلكات وتخزين المياه لصرفها وفق متطلبات الزراعة والري.

## تكاليف السد الإجمالية
تمت إقامة سد وادي النابع من ضمن مشروع أعلن عام 2009 م شامل تنفيذ 11 سد وقد كان منها سد وادي النابع، حيث بلغت التكلفة الإجمالية للمشروع حوالي 100 مليون ريال.

## وصلات خارجية
- الموقع الرسمي لوزارة المياه والكهرباء السعودية